# Кучукенер (Сернурський район)
Кучукене́р (рос. Кучукенер, марій. Кӱчыкэҥер) — присілок у складі Сернурського району Марій Ел, Росія. Входить до складу Верхньокугенерського сільського поселення.

## Населення
Населення — 70 осіб (2010; 63 у 2002).
Національний склад (станом на 2002 рік):
- марі — 98 %